# 3995 Sakaino
3995 Sakaino este un asteroid din centura principală, descoperit pe 5 decembrie 1988 de Tokuo Kojima.